# Dmitri Lesnikov
Dmitri Andreyevich Lesnikov (tiếng Nga: Дмитрий Андреевич Лесников; sinh ngày 22 tháng 6 năm 1999) là một cầu thủ bóng đá người Nga thi đấu cho F.K. Volgar Astrakhan.

## Sự nghiệp câu lạc bộ
Anh có màn ra mắt tại Giải bóng đá Quốc gia Nga cho F.K. Volgar Astrakhan vào ngày 21 tháng 5 năm 2016 trong trận đấu với FC Sibir Novosibirsk.